# Северилов В'ячеслав Олексійович
В'ячесла́в Олексі́йович Севери́лов — полковник Збройних сил України, льотчик 1-го класу.
Станом на 2009 рік — майор Северилов перебував у 56-у окремому вертольотному загоні. В 2014 році підполковник Северилов — т. в. о. командира військової частини А 2595.[джерело?]

## Нагороди
За особисту мужність і героїзм, виявлені у захисті державного суверенітету та територіальної цілісності України, вірність військовій присязі — нагороджений
- 27 червня 2015 року — орденом Данила Галицького.

За особисту мужність, виявлену у захисті державного суверенітету та територіальної цілісності України, самовіддане виконання військового обов'язку — нагороджений
- 17 квітня 2023 року — орденом Богдана Хмельницького III ст.[1]